# پارک ورزشی بلوندل
پارک ورزشی بلوندل (به انگلیسی: Blundell Park) یک ورزشکاه فوتبال در بریتانیا است که در کلیتورپس واقع شده‌است.